# Temporada 1959-1960 del FC Barcelona
Les dades més destacades de la temporada 1959-1960 del Futbol Club Barcelona són les següents:

## 1960

### Maig
- 22 maig - Copa del Generalísimo. Vuitens de final. Tornada. El Barça elimina al Terrassa de la Copa en vèncer (1-2) a la capital egarenca amb gols d'Eulogio Martínez i Ribelles
- 8 maig - Copa del Generalísimo. Vuitens de final. Anada. Ajustada victòria del Barça sobre el Terrassa (4-2) a l'Estadi. Eulogio Martínez (2) Ribelles i Segarra són els golejadors
- 4 maig  Copa de Fires. Final. Tornada. El Barça s'adjudica la seva segona Copa de Fires en vèncer al Birmingham City FC a l'estadi (4-1). Czibor (2), Eulogio Martínez i Coll són els golejadors.
- 1 maig - Copa del Generalísimo. Setzens de final. Tornada. Enric Rabassa debuta com a primer entrenador a l'Inferniño de Ferrol amb victòria blaugrana (1-3). Czibor (2) i Loayza marquen els gols blaugrana.

### Abril
- 30 abril - El club fa pública una dura nota de premsa, en la qual manifesta haver acomplert totes les obligacions econòmiques dels contractes dels jugadors, i anuncia la suspensió de funcions de l'entrenador Helenio Herrera, al que censura per propiciar la reivindicació col·lectiva de millores econòmiques en les primes i contractes dels jugadors. La direcció tècnica del primer equip s'encarrega a Enric Rabassa i es nomena assessor a l'exjugador César Rodríguez, que col·laborarà en la recerca d'un nou entrenador.
- 28 abril - Helenio Herrera protagonitza un reportatge per a una revista italiana en plena Rambla barcelonina, on és passejat a coll i bé per un grup de seguidors. Aquest episodi provocarà la indignació de la directiva del club.
- 27 abril - Copa d'Europa. Semifinals. Tornada. Decebedor derbi europeu al Camp Nou on el Real Madrid elimina el Barça en vèncer (1-3). Els blancs s'avancen al marcador amb gols de Puskas (2) i Gento, mentre que Zoltan Czibor marca pels blaugrana.

### Febrer
- 28 febrer - 24a. jornada de Lliga. Victòria blaugrana sobre el Granada (5-4) a l'estadi en un partit trepidant. Vergés (3) i Czibor (2) marquen per l'equip d'H.H. La derrota del Real Madrid a Sevilla deixa als blancs a només un punt per sobre del Barça.
- 21 febrer - 23a. jornada de Lliga. El Barça guanya amb claredat al Real Valladolid a Zorrilla (1-4) amb gols d'Eulogio Martínez (2), Suárez i Evaristo—Bàsquet. Copa d'Europa. L'S.K. de Varsòvia s'imposa per un sol punt (64-65) al Barça al Palau d'Esports.
- 14 febrer - 22a. jornada de Lliga. Golejada blaugrana sense pal·liatius al Las Palmas (8-0). Marquen Eulogio Martinez (5), Suco, Vergés i Olivella. La distància de tres punts per sota del Real Madrid es manté una setmana més.
- 10 febrer - Copa d'Europa. Quarts de final. Anada. El Barça s'imposa amb contundència al Wolverhampton Wanderers (4-0) amb gols de Villaverde (2), Kubala i Evaristo, en un gran partit que acull 78.000 espectadors a l'estadi.
- 7 febrer - 21a. jornada de Lliga. El Barça s'imposa amb dificultats al Reial Oviedo al Camp Nou (3-1). Evaristo (2) i Gensana fan els gols de l'equip d'H.H., que no resol el partit fins als últims deu minuts. El Barça continua segon a la classificació amb tres punts menys que el Real Madrid

### Gener
- 31 gener - 20a. jornada de Lliga. Contundent victòria blaugrana sobre el Sevilla (0-3) al Sánchez Pizjuán. Gols de Campanal II (en pròpia porta), Suárez i Segarra. El Barça ocupa la segona posició a tres punts del líder Reial Madrid.

## Plantilla[1][2]
| Porters - Antoni Ramallets - Carlos Domingo Medrano - Joan Antoni Celdran - Pere Estrems | Defenses - Joaquim Brugué - Ferran Olivella - Enric Gensana - Rodri - José Pinto Rosas - Llorenç Rifé | Centrecampistes - Joan Segarra - Sígfrid Gràcia - Isidre Flotats - Martí Vergés - Miguel Loayza | Davanters - Ladislau Kubala - Just Tejada - Luis Suárez - Ramón Alberto Villaverde - Eulogio Martínez - Evaristo de Macedo - Lluís Coll - Enric Ribelles - Zoltan Czibor - Sandor Kocsis - Suco |

## Classificació
- Lliga d'Espanya: Campió  amb 46 punts (30 partits, 22 victòries, 2 empats, 6 derrotes, 86 gols a favor i 28 en contra).
- Copa d'Espanya: Quarts de final. Eliminà el Ferrol i Terrassa FC, però fou batut per l'Athletic Club.
- Copa d'Europa: Semifinalista.
- Copa de les Ciutats en Fires: Campió.
- Trofeu Martini & Rossi: Campió.
- Copa Duward: Campió.

## Resultats
| PARTITS |
| --- |
| 16-08-59. AMISTÓS BARCELONA-SEL. REGIONAL 13-0 16-08-59. AMISTÓS AMPOSTA-BARCELONA 3-6 20-08-59. AMISTÓS BARCELONA-VIENA 12-1 25-08-59. AMISTÓS BARCELONA-COMTAL 9-3 29-08-59. V Trofeu "RAMON DE CARRANZA" BARCELONA-STANDARD LIEJA 4-3 30-08-59. V Trofeu "RAMON DE CARRANZA" BARCELONA-REAL MADRID 3-4 03-09-59. COPA D'EUROPA CDNA SOFIA-BARCELONA 2-2 06-09-59. AMISTÓS BARCELONA-KARLSRUHER 4-2 13-09-59. LLIGA 1 BARCELONA-ATHLETIC BILBAO 4-1 16-09-59. AMISTÓS BARCELONA-MALLORCA 1-4 19-09-59. AMISTÓS JUPITER-BARCELONA 2-2 20-09-59. LLIGA 2 ELCHE-BARCELONA 2-1 23-09-59. COPA D'EUROPA BARCELONA-CDNA SOFIA 6-2 27-09-59. LLIGA 3 BARCELONA-OSASUNA 6-0 30-09-59. COPA DE FIRES INTER MILAN-BARCELONA 2-4 04-10-59. LLIGA 4 ATLETICO MADRID-BARCELONA 0-1 11-10-59. LLIGA 5 BARCELONA-SEVILLA 5-0 18-10-59. LLIGA 6 OVIEDO-BARCELONA 2-0 25-10-59. LLIGA 7 LAS PALMAS-BARCELONA 0-8 28-10-59. COPA DE FIRES BELGRADO-BARCELONA 1-1 29-10-59. AMISTÓS GIRONA-BARCELONA 6-8 01-11-59. LLIGA 8 BARCELONA-VALLADOLID 5-1 04-11-59. COPA D'EUROPA MILAN-BARCELONA 0-2 08-11-59. LLIGA 9 GRANADA-BARCELONA 0-0 09-11-59. AMISTÓS BALAGUER-BARCELONA 2-5 15-11-59. LLIGA 10 BARCELONA-REAL SOCIEDAD 3-0 25-11-59. COPA D'EUROPA BARCELONA-MILAN 5-1 29-11-59. LLIGA 11 REAL MADRID-BARCELONA 2-0 06-12-59. LLIGA 12 BARCELONA-BETIS 6-0 08-12-59. AMISTÓS ARTIGUENSE-BARCELONA 1-4 09-12-59. COPA DE FIRES BARCELONA-BELGRADO 3-1 13-12-59. LLIGA 13 VALENCIA-BARCELONA 2-0 14-12-59. AMISTÓS GAVA-BARCELONA 2-4 20-12-59. LLIGA 14 BARCELONA-ESPANYOL 1-0 25-12-59. AMISTÓS BARCELONA-STADE FRANCAIS 5-0 27-12-59. LLIGA 15 ZARAGOZA-BARCELONA 3-1 03-01-60. LLIGA 16 ATHLETIC BILBAO-BARCELONA 4-1 06-01-60. AMISTÓS BARCELONA-ROT WEIS ESSEN 5-2 10-01-60. LLIGA 17 BARCELONA-ELCHE 2-0 17-01-60. LLIGA 18 OSASUNA-BARCELONA 2-3 24-01-60. LLIGA 19 BARCELONA-ATLETICO MADRID 2-1 31-01-60. LLIGA 20 SEVILLA-BARCELONA 0-3 07-02-60. LLIGA 21 BARCELONA-OVIEDO 3-1 10-02-60. COPA D'EUROPA BARCELONA-WOLWERHAMPTON 4-0 14-02-60. LLIGA 22 BARCELONA-LAS PALMAS 8-0 21-02-60. LLIGA 23 VALLADOLID-BARCELONA 1-4 28-02-60. LLIGA 24 BARCELONA-GRANADA 5-4 02-03-60. COPA D'EUROPA WOLVERHAMPTON-BARCELONA 2-5 06-03-60. LLIGA 25 REAL SOCIEDAD-BARCELONA 0-0 13-03-60. AMISTÓS EUROPA-BARCELONA 4-6 20-03-60. LLIGA 26 BARCELONA-REAL MADRID 3-1 27-03-60. LLIGA 27 BETIS-BARCELONA 0-3 29-03-60. Final Copa de Ferias BIRMINGHAM CITY FC 0 - BARÇA 0 03-04-60. LLIGA 28 BARCELONA-VALENCIA 2-1 10-04-60. LLIGA 29 ESPANYOL-BARCELONA 0-1 17-04-60. LLIGA 30 BARCELONA-ZARAGOZA 5-0 21-04-60. COPA D'EUROPA REAL MADRID-BARCELONA 3-1 24-04-60. COPA GENERALISIMO BARCELONA-RACING FERROL 7-1 27-04-60. COPA D'EUROPA BARCELONA-REAL MADRID 1-3 01-05-60. COPA GENERALISIMO FERROL-BARCELONA 1-3 04-05-60. Final Copa de Ferias BARCELONA 4 - BIRMINGHAM CITY FC 1 08-05-60. COPA GENERALISIMO BARCELONA-TERRASSA 4-2 22-05-60. COPA GENERALISIMO TERRASSA-BARCELONA 1-2 01-06-60. AMISTÓS SAMPDORIA-BARCELONA 4-0 05-06-60. COPA GENERALISIMO BARCELONA-ATHLETIC BILBAO 3-1 12-06-60. COPA GENERALISIMO ATHLETIC BILBAO-BARCELONA 3-0 19-06-60. AMISTÓS BERGA-BARCELONA 2-1 23-06-60. AMISTÓS BARCELONA-MONACO 5-1 26-06-60. AMISTÓS OLESA-BARCELONA 2-3 28-06-60. AMISTÓS BARCELONA-PADOVA 3-1 03-07-60. AMISTÓS BARCELONA-SANTOS 4-3 |